# Музалёв, Иван Алексеевич
Иван Алексеевич Музалёв (1920—1984) — лейтенант Советской Армии, партизан Великой Отечественной войны, Герой Советского Союза (1945).

## Биография
Иван Музалёв родился 15 декабря 1920 года в селе Заречье (ныне — Новосильский район Орловской области). После окончания десяти классов школы учился в сельскохозяйственной школе. В 1939 году Музалёв был призван на службу в Рабоче-крестьянскую Красную Армию. С начала Великой Отечественной войны — на её фронтах. В боях начального периода войны он был ранен и взят в плен.
Музалёв был направлен немцами в лагеря для военнопленных в город Шепетовку, откуда через некоторое время ему удалось бежать. В январе 1943 года он вступил в партизанский отряд имени Ф. М. Михайлова, где вскоре стал командиром взвода. С сентября 1943 года Музалёв командовал Шепетовским партизанским отрядом. Его взвод, а затем отряд неоднократно отличался в боях с оккупантами. В общей сложности партизаны Музалёва пустили под откос 49 железнодорожных эшелонов, уничтожив либо захватив большое количество боевой техники и вооружения. Во время одного из боёв Музалёв получил тяжёлое ранение и был отправлен в тыл.
Особо отличилось партизанское соединение И. А. Музалёва в боях за освобождение города Изяслав совместно с частями Красной Армии в феврале-марте 1944 года.
Указом Президиума Верховного Совета СССР от 2 мая 1945 года за «умелое руководство отрядом и успешные боевые действия, в результате которых противнику был нанесён большой урон в живой силе и технике, а также за особые заслуги в развитии партизанского движения на Подолии» Ивану Музалёву было присвоено звание Героя Советского Союза с вручением ордена Ленина и медали «Золотая Звезда» за номером 7453.
После выздоровления был зачислен в Главное управление контрразведки "СМЕРШ" при штабе 48-й армии. 
После окончания войны Музалёв продолжил службу в Советской Армии. В 1950 году в звании лейтенанта он был уволен в запас. Окончил Львовский политехнический институт. Проживал и работал в Ульяновске. Умер 7 марта 1984 года. Похоронен на Северном кладбище Ульяновска .
Почётный гражданин Шепетовки. Был также награждён орденами Богдана Хмельницкого II степени, Отечественной войны I степени, Трудового Красного Знамени, «Знак Почёта», рядом медалей.